# Diplodus bermudensis
Diplodus bermudensis (лат.) — вид морских лучепёрых рыб из семейства спаровых. Распространены в западной части Атлантического океана у берегов Бермудских островов.

## Описание
Тело овальной формы, сжато с боков, очень высокое (высота тела укладывается 2,2 раза в стандартную длину тела). Рыло заострённое, верхний профиль почти прямой. Задняя ноздря округлая. Рот небольшой, окончание верхней челюсти доходит до вертикали, проходящей через начало глаза. На обеих челюстях хорошо развиты шесть передних резцов, за которыми следует 3 ряда коренных зубов. На первой жаберной дуге 18—21 жаберная тычинка. В спинном плавнике 12 жёстких и 13—16 мягких лучей, перед плавником нет направленной вперёд колючки. В анальном плавнике 3 колючих и 13—15 мягких лучей. Грудные плавники длинные, в прижатом состоянии их окончание достигает начала анального плавника. В боковой линии 62—67 чешуек.
Спина сине-стального цвета, бока серебристые. В начале хвостового стебля расположено чёрное пятно, достигающее нижнего края хвостового стебля. Мембрана жаберной крышки черноватая. У молоди по бокам проходят узкие тёмные полосы.
Максимальная длина тела достигает 30 см.
Обитают на глубине до 100 м. Питаются беспозвоночными и водорослями.